# Cochemiea goodridgei
Cochemiea goodridgei es una especie de planta suculenta perteneciente al género Cochemiea, dentro de la familia Cactaceae. Es endémica del noroeste de México (Baja California) y anteriormente se le conocía como Mammillaria goodridgei.

## Descripción
Cochemiea goodridgei es una especie de cactus esférico a cilíndrico corto que crece hasta 8 cm de altura y de 3 a 4 cm de diámetro, con raíces pivotantes profundas.
Los tallos están cubiertos de tubérculos cónicos sin filo dispuestos en espiral, no contienen savia lechosa (látex) y sus axilas (espacio que hay entre los tubérculos) son desnudas. Sobre ellos se asientan areolas que tienen de 3 o 5 espinas centrales que miden hasta 0,6 cm de largo, siendo la inferior generalmente ganchuda. También hay de 10 a 13 espinas radiales en forma de aguja, muy dispersas y de color blanco tiza con las puntas oscuras, que crecen hasta alcanzar de 0,4 a 0,7 cm de largo. 

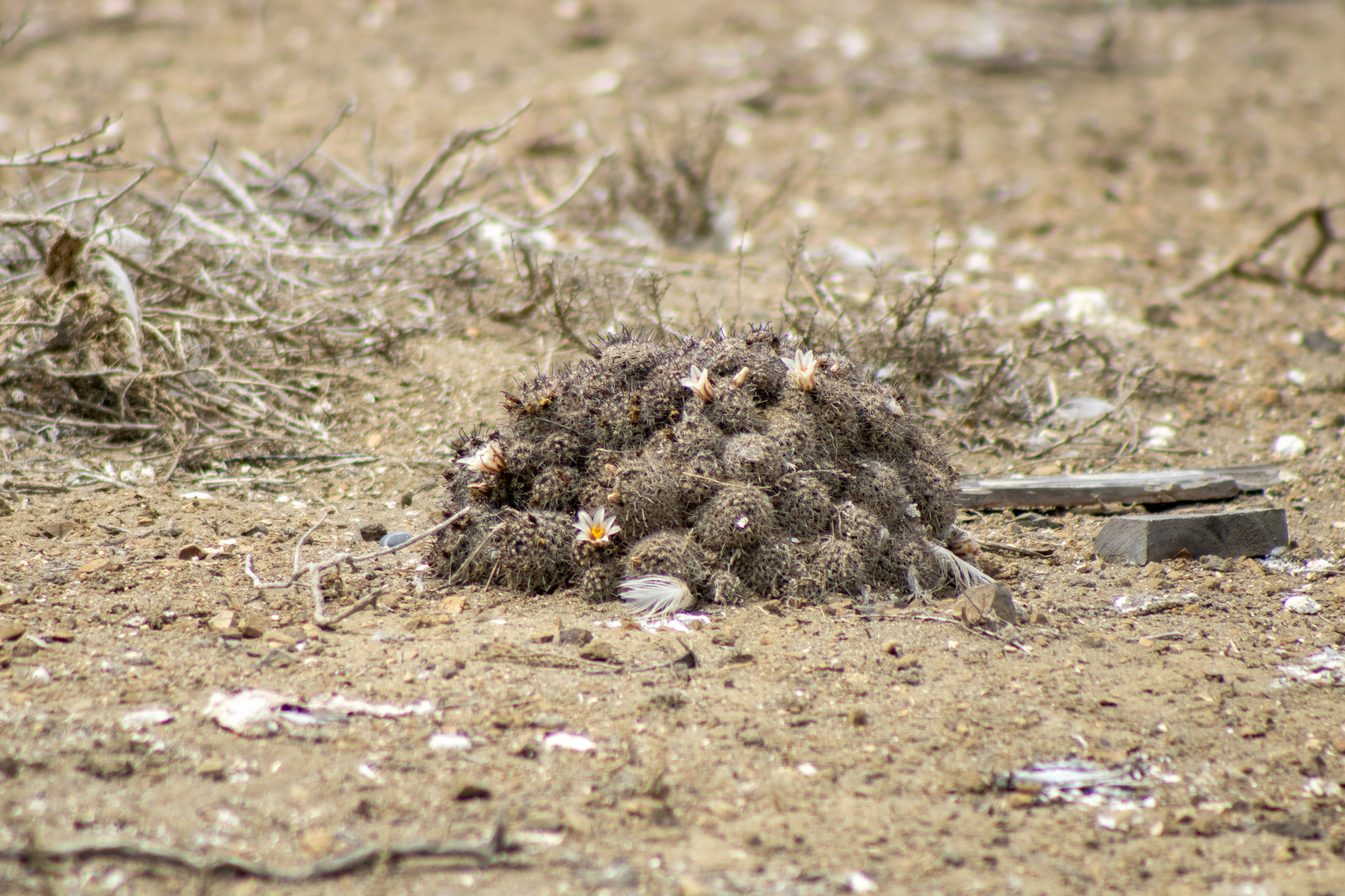
En su hábitat

Las flores tienen forma de embudo y son de color crema con rayas centrales de color más oscuro o más claro. Miden hasta 1,5 cm de largo e igual diámetro. Los frutos son rojos y tienen forma de maza. Crecen hasta 2,5 cm de largo y contienen en su interior semillas lisas y negras.

## Distribución y hábitat
El área de distribución nativa de esta especie es el noroeste de México (concretamente en el estado de Baja California) y crece principalmente en biomas desérticos o de matorrales secos.

## Taxonomía
La primera descripción de esta especie fue como Mammillaria goodridgei, publicada en 1850 por los botánicos alemanes Frederick Scheer y Joseph zu Salm-Reifferscheidt-Dycks en el libro Cacteae in Horto Dyckensi Cultae: 10.
Posteriormente, los botánicos Peter B. Breslin y Lucas C. Majure colocaron la especie en el género Cochemiea, pasando a llamarse Cochemiea goodridgei y anotando estos cambios en la revista científica Taxon 70: 319 en el año 2021.
Etimología
- Cochemiea: nombre genérico que hace referencia a la tribu indígena Cochimí, que en el pasado ocupó un gran territorio de Baja California y cuya área es parte del área de distribución natural de este género.
- goodridgei: epíteto específico otorgado en honor a John Goodridge, que fue quien descubrió la especie.[3]

Sinonimia
- Cactus goodridgei (Scheer ex Salm-Dyck) Kuntze (1891)
- Chilita goodridgei (Scheer ex Salm-Dyck) Orcutt (1926)
- Ebnerella goodridgei (Scheer ex Salm-Dyck) Buxb. (1951)
- Mammillaria goodridgei Scheer ex Salm-Dyck (1850)
- Neomammillaria goodridgei (Scheer ex Salm-Dyck) Britton & Rose (1923)

## Usos
Se cultiva principalmente como planta ornamental y su propagación se realiza a través de esquejes o semillas.